# Phare de Sušac
Le phare de Sušac (en croate : Svjetionik Otok Sušac) est un feu actif sur l'îlet Sušac poche de l'île de Lastovo, dans le Comitat de Dubrovnik-Neretva en Croatie. Le phare est exploité par Plovput , une compagnie du Gouvernement de la République de Croatie.

## Histoire
L'île Sušac est une île rocheuse et inhabitée à environ 20 km à l'ouest de Lastovo et à une distance semblable au sud-ouest de Korcula.
Le phare, mis en service en 1878, se situe au sommet sud-ouest de l'Îlot. Le phare a été rénové pour créer des logements de vacances avec le transport assuré depuis Split.

## Description
Le phare  est une tour carrée en pierre de 17 m de haut, avec galerie et lanterne centrée sur une maison de gardien de deux étages. La tour est en pierre blanche non peinte et la lanterne est blanche. Il émet, à une hauteur focale de 94 m, deux éclats blancs toutes les 15 secondes. Sa portée est de 24 milles nautiques (environ 44 km) pour le feu principal et 12 milles nautiques (environ 22 km) pour le feu de veille.
Identifiant : ARLHS : CRO-011 - Amirauté : E3538 - NGA : 13904 .

## Caractéristiques dufeu maritime
Fréquence : 15s (W-W)
- Lumière : 0.5 seconde
- Obscurité : 2 secondes
- Lumière : 0.5 seconde
- Obscurité : 12 secondes

|                  |
| Les îles croates |

### Lien connexe
- Liste des phares de Croatie